# Bryceson Treharne
Bryceson Treharne (Merthyr Tudful, 30 de maig de 1879 - 4 de febrer de 1948 a Long Island, Nova York) fou un compositor gal·lès.
Estudià en el Royal Academy of Music de Londres i més tard a París, Múnic i Milà, dedicant-se al seu retorn Anglaterra a l'ensenyança. El 1908 es traslladà a Austràlia i fou professor de la Universitat d'Adelaida i al mateix temps director del teatre d'aquella ciutat. Tornà més tard a Europa i després de residir a París i Milà s'establí a Múnic; però fet presoner de guerra el 1914, i bescanviat el 1916 es traslladà als Estats Units, establint-se a Nova York.
A banda de més de dues-centes melodies vocals, va compondre diversos cors per a veus mixtes, diverses obres orquestrals i dues òperes.